# Tribolium castaneum
Tribolium castaneum (кестењасти брашнар) припада породици Tenebrionidae. Ради се о космополитској врсти и једној од најраспрострањенијих складишних штеточина у свету. Напада све врсте житарица и производе на бази житарица. Присутна је у магацинима, млиновима и складиштима, а најбоље се развија на производима од житарица.
Кестењасти брашнар може оштетити и здрава, неоштећена зрна пшенице. За ову врсту је карактеристичан и канибализам — ларве и имага се хране властитим јајима, као и јајима других врста.

## Морфологија
Кестењасти брашнар је сличан малом брашнару (Tribolium confusum Duv.). Најједноставнија разлика огледа се у грађи пипала. Код T. castaneum три последња чланка пипала су изразито већа и формирају кијачу. Кестењасти брашнар има мало и спљоштено тело, дужине 3-4 mm. Боја тела варира од смеђе до црнее, док су глава и пронотум понекад тамнији од остатка тела. Одрасле јединке имају тврду кутикулу, са изразитим предњим крилима (елитрама) која штите нежна задња крила и абдомен. Јединке су без изражајног полног диморфизма.
Чула мириса, укуса и перцепција окружења налазе се на антенама, палпима и предњим тарзусним ногама. Елитре су склератизоване, док су задња крила нежна и прилагођена за лет. Излагање одређеним инсектицидима може изазвати деформацију задњих крила, чак и након краткотрајног излагања, што утиче на морфологију потомака.
Популације T. castaneum показују значајну морфолошку варијабилност у зависности од географске регије и врсте хране. Истраживања у Западној Африци и на различитим житарицама (кукуруз, просо, пиринач) идентификовала су различите морфогрупе, са разликама у величини и облику које су повезане са адаптацијом на животну средину.

## Биологија
Јединке се развијају на температури од 20 до 42 °C. При температури од 20 °C развој траје око 100 дана, док при оптималним условима (35–37,5 °C и влажности од 70%) цео животни циклус траје око 20 дана. Женка при оптималним условима одлаже просечно 11 јаја дневно. При температури од 20 °C одлагање јаја престаје. Током високих температура у летњим месецима, имага напуштају складишта и лете по околини.
Последњих година кестењасти брашнар све чешће се јавља у нашим складиштима и по бројности и распрострањености надмашује малог брашнара.

## Животни циклус
Женке одлажу 300–900 јаја током свог животног века, који најчешће траје до две године. Развој траје од једног до неколико месеци, у зависности од температуре. У нашим условима складиштења обично се развијају две генерације годишње.
Ларве и имага су секундарне штеточине које нападају ломљена и оштећена зрна настала током жетве или оштећења изазваних примарним штеточинама. Ларве су жућкасте боје, округлог тела, дужине око 6 до 7 mm.
Јаје: Животни циклус почиње јајима.
Ларва: Постоји седам ларвалних ступњева пре претварања у лутку. Ларвални период је кључан за раст и варење хране, уз активност специјализованих ензима у том развојном стадијуму.
Лутка: Након ларвалног стадијума, ларва се претвара у лутку. У овом стадијуму могу се уочити полне разлике (полни диморфизам).
Имаго: Одрасле јединке излазе из лутке и одговорне су за размножавање и ширење врсте.
Женке кестењастог брашнара показују полиандричко понашање парења. Током једног периода копулације, женка се паре са више мужјака. Пошто појединачни мужјак може имати низак број сперматозоида због претходних парења, парење са више мужјака повећава вероватноћу да женка добије довољну количину сперме.

## Сузбијање и контрола
Природни састојци: етерична уља, бензил алкохол и бензил бензоат показују јак инсектицидни и репелентни ефекат против T. castaneum, често изазивајући високу смртност и спречавајући размножавање.
Физичка и биолошка контрола
- Прахови на бази силицијума: аморфни силицијумски прахови, нарочито они са мањом величином честица, ефикасно изазивају смртност одраслих јединки и сузбијају потомство када се примењују на површинама складишта.[16]
- Диатомејска земља и гљиве: комбинација диатомејске земље са ентомопатогеном гљивом Beauveria bassiana повећава смртност и смањује број потомака, пружајући синергетску могућност биолошке контроле.[17]

#### Синтетички инсектициди и регулатори раста
Синтетички инсектициди као што су емамектин бензоат и делтаметрин, као и регулатори раста инсекта (IGR) попут луфенурона, показало је добру ефикасност у контроли Tribolium castaneum, посебно код отпорних популација. IGR препарати су корисни за спречавање развоја потомства и циљање ларвалних стадијума. Такође, уграђивање инсектицида, као што је делтаметрин, у материјале за паковање прехрамбених производа може помоћи у спречавању инфестације и размножавања ових штеточина током складиштења.